# Truro
Truro (pronunțat /ˈtruːrəʊ/, Limba cornică: Truru) este un oraș în Regatul Unit, reședința  comitatului Cornwall, regiunea South West, Anglia. Orașul se află în districtul Carrick a cărui reședință este de asemenea.

## Personalități născute aici
- Richard Lander (1804 - 1834), explorator.

1. ↑   http://www.citypopulation.de/UK-England.html?cityid=20749 Lipsește sau este vid: |title= (ajutor)